# Banana Pancake Trail

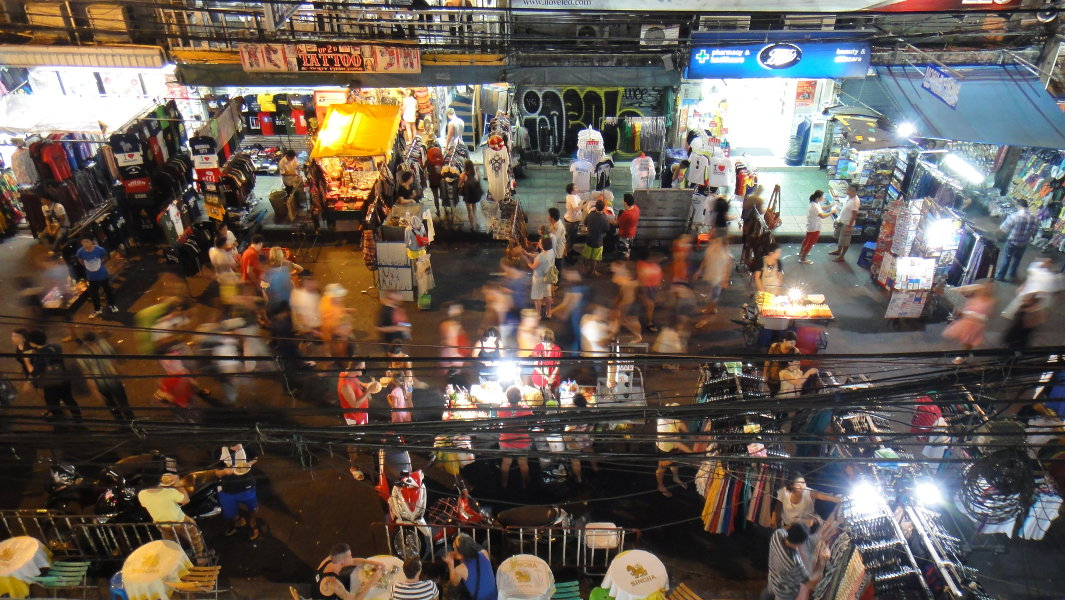
Calle Khao San, una de las paradas más famosas de la ruta.

Banana Pancake Trail (Ruta del Panqueque de Banana, o Ruta de la Tortita de Banana), casi exclusivamente mencionado en inglés, es el nombre que se le da a las rutas más turísticas por el Sudeste Asiático, en especial a las habitualmente utilizadas por mochileros o viajeros de bajo presupuesto. Si bien no tiene un estricto recorrido geográficamente establecido, se utiliza como una metáfora del conjunto de los sitios más populares visitados por los turistas occidentales en el Sudeste Asiático.
La Banana Pancake Trail puede definirse como el circuito "que vincula los enclaves urbanos para mochileros, los centros turísticos costeros y continentales, y las principales atracciones" dentro del Sudeste Asiático.

## Etimología

El panqueque de banana que dio nombre a la ruta.

Las rutas de turismo mochilero por el Sudeste Asiático suelen asociarse a Tony Wheeler, quien escribió Southeast Asia on a Shoestring en 1977 para luego comenzar a publicar las guías de viaje Lonely Planet, que se volverían muy populares. Muchos viajeros suelen denominar a esa publicación en particular como "la biblia de los mochileros". Con la creciente popularidad de Lonely Planet, los mochileros comenzaron a trazar rutas similares basadas en las recomendaciones de las guías de viajes.
Así se creó informalmente en la zona la llamada Ruta del Panqueque de Banana, en torno a los vendedores que ofrecían este alimento, que no es habitual en la cocina regional sino que empezó a venderse para satisfacer la demanda de los turistas occidentales. En muchos albergues de mochileros de la región suelen servirse panqueques de banana para el desayuno.
El propio Wheeler admitió que "no hay duda" de que las guías Lonely Planet fueron responsables de la creación de la Banana Pancake Trail.

## Alcance geográfico

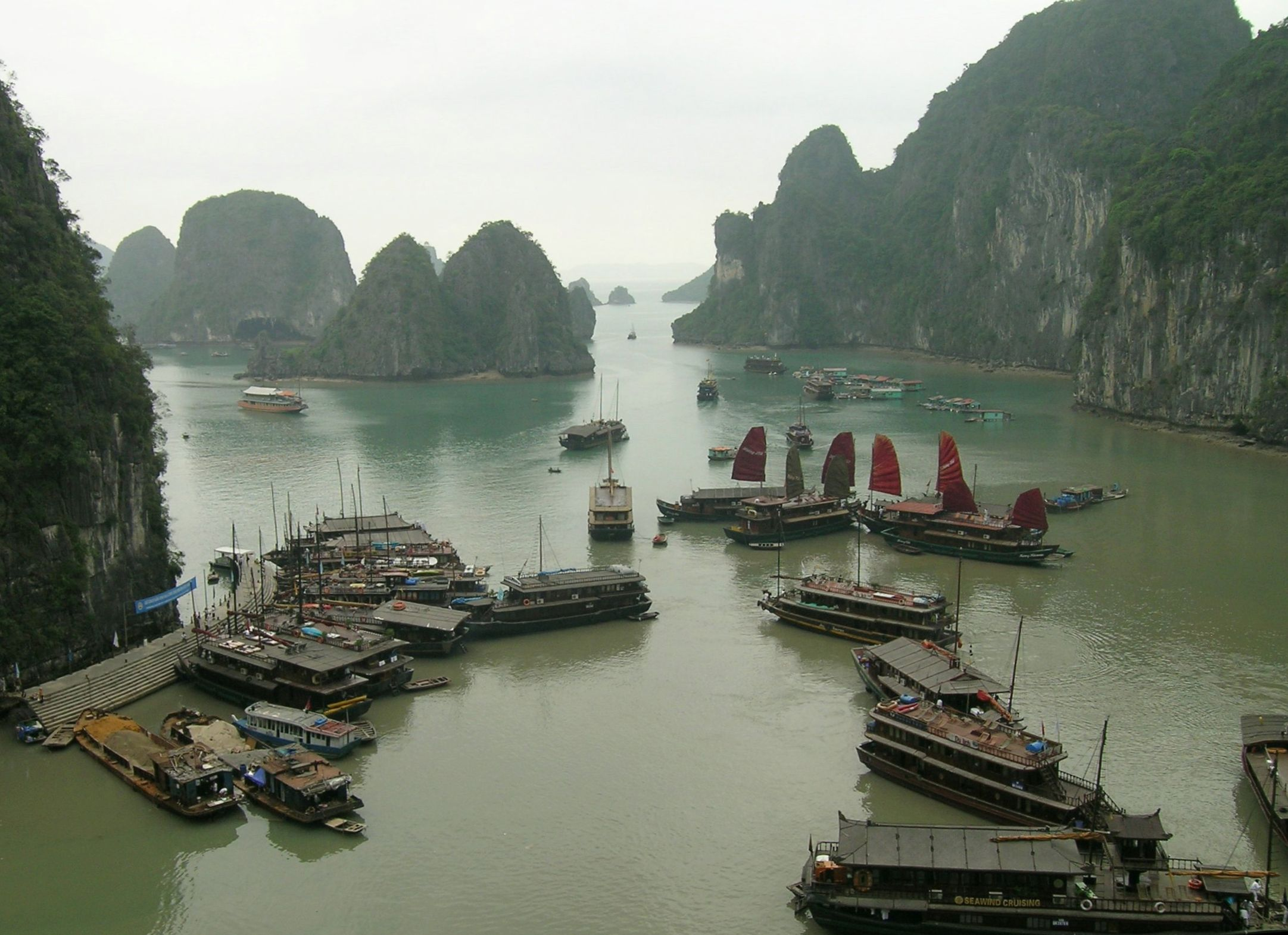
La Bahía de Ha-Long, en Vietnam.

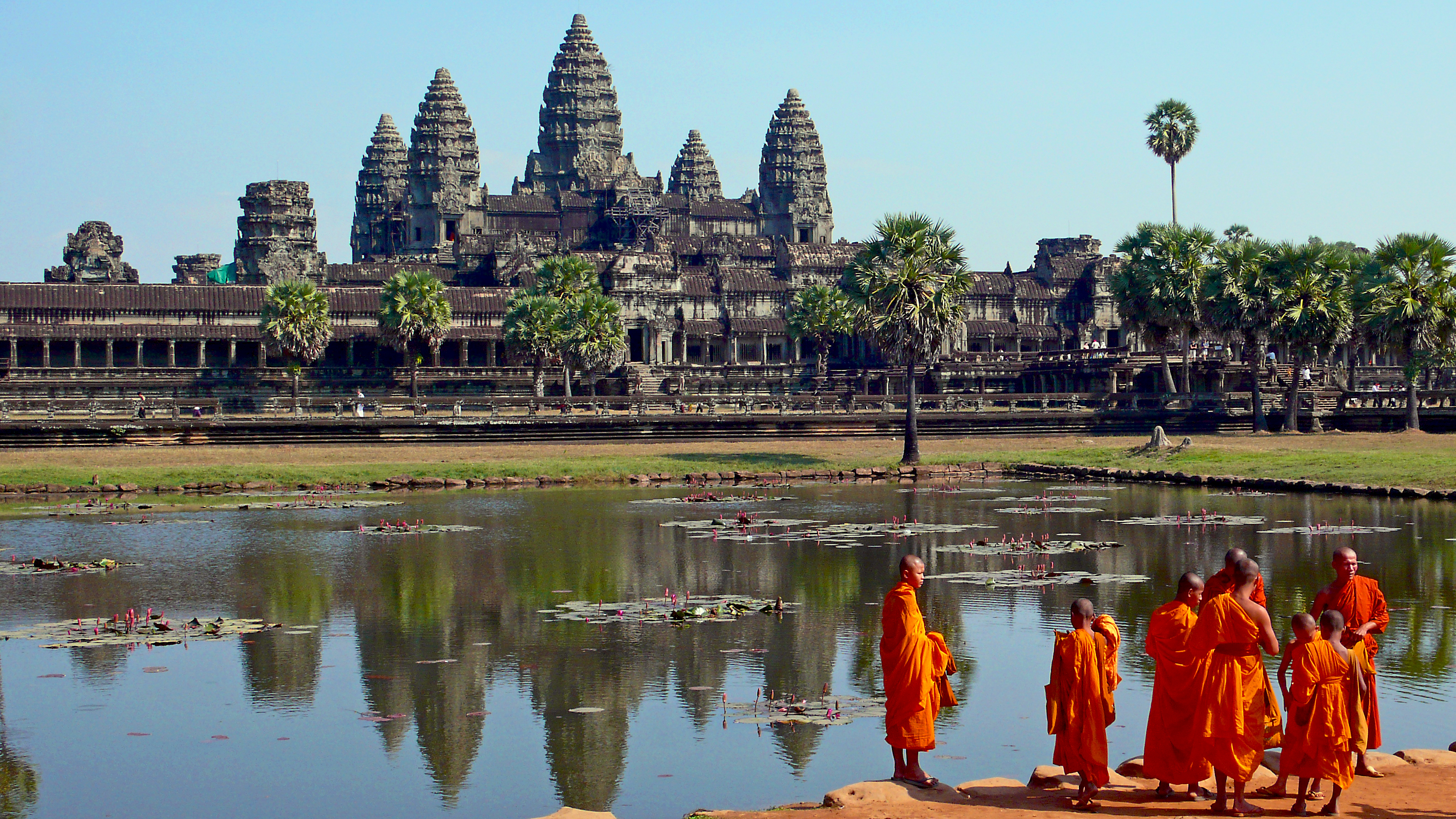
Angkor Wat, en Camboya.

Si bien no hay una estricta Banana Pancake Trail, varios autores y viajeros mencionan de forma recurrente sitios como:
- Tailandia: Bangkok (en particular la calle Khaosan), Chiang Mai, Koh Tao, Koh Phi Phi, Ko Pha Ngan.
- Camboya: Siem Riep (principalmente el templo Angkor Wat), Nom Pen.
- Vietnam: Saigón, Hanoi (Bahía de Ha-Long).
- Laos: Vientián.
- Birmania: Rangún, Bagan.
- Malasia: Penang, Malaca, Kuala Lumpur.
- Indonesia: Bali, Islas Gili, Ubud.
- Filipinas: Borácay, Palawan.

## Cuestionamientos
En ocasiones se cuestiona al turismo de Banana Pancake Trail por no adoptar una forma personal de viajar, centrarse en seguir las sugerencias de las guías de viaje, mostrar poco interés en la cultura local y relacionarse casi exclusivamente con otros mochileros, como en una especie de "burbuja turística".
También se señala a la Banana Pancake Trail como responsable de alterar la fisonomía y cultura de lugares remotos para convertirlos en reductos superpoblados de turistas.